# Enactus
 (avril 2015).
 (mars 2016).
Enactus, anciennement SIFE (Student In Free Enterprise), est une ONG, créée en 1975 aux États-Unis qui vise à promouvoir le progrès sociétal par l'action entrepreneuriale. Enactus soutient les étudiants des écoles et universités à travers le monde (36 pays participent au programme), et fait collaborer les acteurs économiques et académiques. La qualité et l'impact des projets étudiant sont évalués par des professionnels au cours de différents événements régionaux, nationaux et enfin durant la World Cup annuelle.

## Histoire
A ses débuts, le projet du National Leadership Institute portait le nom de Students In Free Enterprise ou SIFE. L'objectif initial était de susciter l'intérêt des étudiants pour l'économie de marché et de les familiariser avec le rôle des entrepreneurs et des entreprises. Au départ, l'initiative n'était active qu'aux États-Unis, où le nombre d'équipes et d'étudiants participants n'a cessé de croître.
En 1995, des étudiants de l'Université de Nebraska-Lincoln ont jeté les bases d'une expansion mondiale lorsqu'ils sont rentrés des États-Unis dans leur pays d'origine.
En octobre 2012, l'organisation a été rebaptisée Enactus à la suite d'une enquête menée par le conseil d'administration auprès de ses membres.
En 2014, un ancien bénéficiaire, Sam M. Walton SIFE Fellow (comme on appelait alors les conseillers de la faculté SIFE) a écrit un mémoire sur son expérience avec la SIFE. Le livre, How High Is Up, critiquait la gestion et les pratiques éthiques de SIFE. En conséquence, le conseil d'administration de SIFE a commandé une enquête indépendante qui a abouti à plusieurs changements dans les contrôles internes de la société.
Alvin Rohrs a été président directeur général de l'ONG pendant 30 ans jusqu'en 2016, date à laquelle Rachael Jarosh lui a succédé jusqu'en juin 2021. Robyn Schryer Fehrman, précédemment directrice à l'université Duke, est devenue présidente et PDG à partir de septembre 2021.
En 2021, il y avait 1 730 équipes Enactus dans des collèges et universités de 35 pays, avec environ 500 000 étudiants.

## Acronyme
Le nom "Enactus" est un acronyme et a, pour l'organisation, la signification suivante :

### EN
L'esprit d'entreprise - stimuler l'innovation commerciale avec intégrité et passion.

### ACT
Action - l'expérience de l'impact social qui fait naître l'entreprise sociale.

### US
"Us" signifie "Nous" c'est-à dire : étudiants, universitaires et chefs d'entreprise.

## Mission
Accompagner les étudiants dans la mise en œuvre de leurs projets d’entrepreneuriat social, à travers des évènements captivants, des formations instructives et des concours compétitifs.

## Concours
Lors de compétitions annuelles au niveau national et international, les équipes présentent leurs projets devant des juges issus du monde des affaires. Depuis 2001, chaque nation disposant d'une représentation nationale peut organiser une compétition nationale dont l'équipe gagnante représente son pays à la Coupe du monde. L'un des critères d'évaluation des projets est l'efficacité avec laquelle l'équipe concernée a pu aider les personnes impliquées dans le projet à améliorer leur niveau de vie en appliquant des concepts économiques et une approche entrepreneuriale.

## Enactus World Cup
Enactus organise la "Enactus World Cup", concours annuel de projets étudiants pédagogiques ou d'entraide sur le thème de l'entreprise.
L'événement a lieu chaque année depuis 1975.

## Enactus dans le monde

### Allemagne
L'association Enactus Germany e.V. a été fondée en 2003 sous le nom de SIFE Germany. Entre-temps, le réseau s'étend en Allemagne sur plus de 35 sites universitaires avec des équipes Enactus indépendantes, dans lesquelles plus de 1.700 étudiants s'engagent. La tâche principale de l'association faîtière est le soutien et la représentation des intérêts des équipes qui en font partie.
Depuis 2003 également, une compétition nationale (Enactus National Competition) est organisée chaque année en Allemagne, au cours de laquelle les équipes présentent et font évaluer leurs projets. La SIFE World Cup a été organisée en 2003 à Mayence et en 2009 à Berlin. En 2017, la World Cup a eu lieu à Londres et en 2018 à San José, aux États-Unis. Outre la compétition principale de la Coupe du monde, il existe différentes compétitions axées sur l'un des Objectifs de développement durable. En 2022, Enactus Universität zu Köln a remporté la première place de la "Race to Feed the Planet".
En outre, en 2017, l'Allemagne a lancé l'Enactus Startup Accelerator for Sustainable Business (ESA), un format indépendant du concours national qui vise à donner à des équipes sélectionnées l'opportunité de présenter leurs résultats dans les catégories "innovation" et "start-up".

### Tunisie
Enactus a été introduite en Tunisie en 2009 par le CJD Tunisie en tant que programme présent dans plusieurs universités et écoles tunisiennes sous forme d'équipes. Il s’agit d'un réseau qui crée un partenariat entre le monde de l’entreprise et celui de l’enseignement supérieur. La mission d'Enactus consiste à mobiliser les étudiants et les encourager à développer leur leadership, leur esprit entrepreneurial, leurs aptitudes en matière de communication et de travail en équipe, en pratiquant et en enseignant aux autres les principes de l'entreprise afin de contribuer au développement de leurs pays, par la création de projets ayant un impact économique, social et environnemental. Les activités organisées touchent particulièrement les jeunes et les entreprises, le but étant de promouvoir le dialogue entre eux.

#### Enactus ISI
Enactus ISI, une organisation estudiantine représentée par des étudiants de l’Institut supérieur d'informatique de Tunisie, a commencé ses activités le 7 décembre 2010 au sein de l'institut. Elle représente une communauté dont les membres essaient d'améliorer le niveau de vie des personnes nécessiteuses en donnant de leur temps, de leur énergie pour parvenir à leurs objectifs. Les membres s’engagent dans le domaine entrepreneurial et créent des liaisons  avec les représentants du monde des affaires et acquièrent ainsi de l’expérience et du savoir faire. L'organisation contribue à créer une nouvelle génération de dirigeants et responsables de la vie sociale. Ces derniers font face aux problèmes existants et cherchent des solutions optimales pour les résoudre. Les efforts de ces membres sont concrétisés par la réalisation de projets grâce auxquels plusieurs personnes sont parvenues à gagner de l’argent et avoir un revenu stable.
Enactus ISI participe annuellement à la compétition nationale d'Enactus Tunisieet a été élue championne de la Tunisie deux années de suite 
Enactus ISI a remporté la compétition nationale d'Enactus Tunisie 3 fois : 
- En 2012 à Washington DC
- En 2013 au Mexique
- En 2022 à Puerto Rico

##### Projets
- Projet  « Sanaat Idina » : ENACTUS ISI travaille sur le développement d’un réseau de fournisseurs de produits alimentaires « 100% Diari », de produits artisanaux et de produits textiles issus de différentes régions de la Tunisie pour communiquer et commercialiser les spécialités des régions tunisiennes sur un plan national. Ce réseau réunit principalement des femmes dans le besoin.
- Projet « Suncocoon » : il consiste en une technique de l’architecture en terre à moindre cout. Elle est estimée à 40% moins chère que les habitats classiques. Le concept de ce projet a été approuvé par la NASA en tant que construction stable qui est alimentée en énergie propre et qui bénéficie d’une climatisation naturelle grâce aux ouvertures qu'elle contient.
- Projet « Green Gold » : il consiste à développer une usine Omega Tunisie[20] spécialisée dans l’extraction et l’exportation des huiles végétales bio notamment celle de figue de Barbarie. L'usine a été lancée en 2011 dans le but de développer l’entreprise d’un jeune homme située au village d'El Hichria à Sidi Bouzid et ce grâce à l'extension de la gamme et de la diversification des activités qui peuvent être associées à l'activité principale[21].
- Projet « The Gardian Angel » : projet technologique qui consiste à créer et commercialiser une gamme de produits technologiques exclusive en Tunisie pour les personnes atteintes de handicap mental et les personnes âgées. Il s'agit de développer deux  produits : un bracelet pour localiser l'emplacement d'une personne et l'aider en cas de perte et un collier pour détecter la chute d'une personne et envoyer un signal à ses proches pour lui venir en aide.
- Projet « Dys care-center » : il consiste à mettre en place un centre de soutien, une première en Tunisie, destiné aux enfants scolarisés ou non, ayant des troubles d’apprentissage conduisant à l'échec scolaire. Ce projet offre  à ces enfants une aide scolaire, des soins spécifiques, des soutiens psychologiques, ainsi que certains certificats de connaissances à prix abordables. Ce centre multidisciplinaire et bien équipé est sous la direction des professionnels : des orthophonistes, des psychologues, des psychomotriciens et des éducateurs spécialisés. Il offre une prise en charge complète traitant tous les aspects de la maladie pour assurer la continuité de cursus scolaire de ces enfants.
- Projet « Business Park » : une nouvelle génération des applications de gestion et d’interaction avec les fournisseurs et les clients sur une plateforme[22]. Il est à la fois un Progiciel de gestion intégré étendu avec une gamme de solutions de gestion pour l’entreprise qui cherche à accroître son chiffre d'affaires, mais aussi un réseau d’entreprises dont les chefs d’entreprises ont besoin pour communiquer et promouvoir leurs entreprises et réduire leurs coûts opérationnels car une implantation sur ce réseau d’entreprises donne la possibilité d’optimiser les sommes investies en prospection, publicité, promotion, relations publiques… car une seule et même activité peut désormais épauler la quasi-totalité des autres.

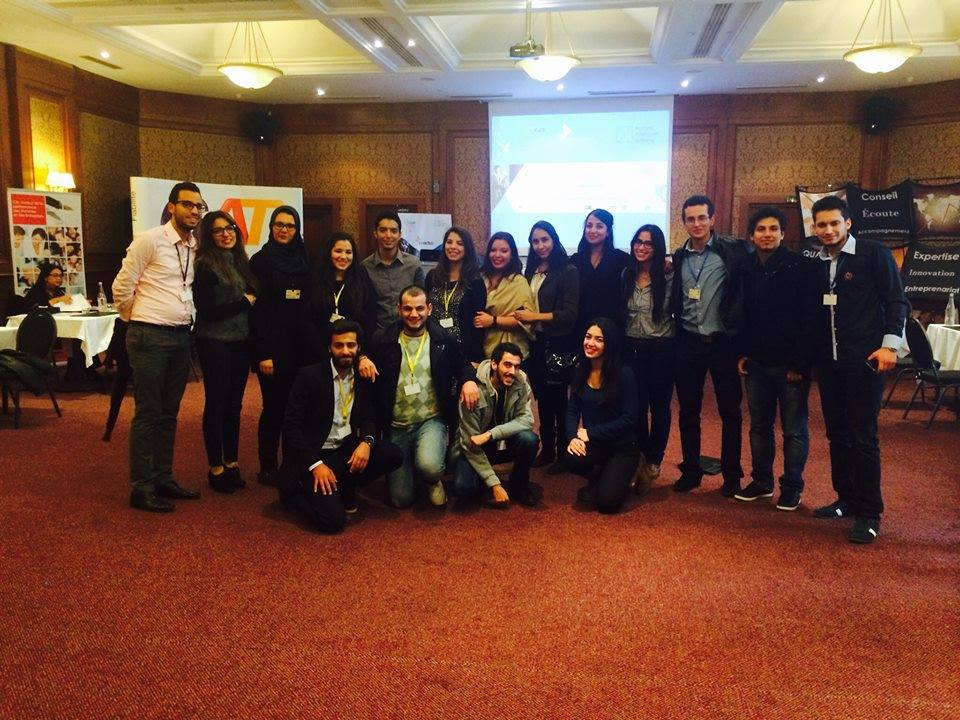
Carrer Fair

##### Événements
- Projet Suncocoon-Journée Portes Ouvertes : Le dimanche 10 mars 2013, Enactus ISI a organisé une journée portes ouvertes au chantier de Radès qui a accueilli des architectes, une journaliste, des Présidents et Directeurs Exécutifs d'associations et une belle présence de nos partenaires du projet l'association Mashreq Shams et l'usine de peinture Paint-Art.

- Manifestation El Maâmoura : Dans le cadre de son partenariat avec l'association جمعية إنماء بالمعمورة_inma Maamoura, Enactus ISI a participé à offrir un espace de dégustation, de découverte et de vente des produits alimentaires faits maison (Diari), préparés par les bénéficiaires ainsi que les fervents supporteurs du projet Sanaât Idina-Bit el mouna.

- Un spectacle artistique ayant pour intitulé : تونسي بحضرتي : Dans le cadre de ses activités culturelles, l’équipe Enactus Institut Supérieur d’Informatique  a organisé le samedi 05/04/2014 au Centre Culturel Menzah 6. Ce spectacle artistique qui a orchestré des performances musicales, des ingéniosités parolières et des compositions évocatrices d’un genre propre et inspiré de l’identité arabo-musulmane. Ce qui a permis  au public de découvrir et partager une ambiance purement tunisienne[23]. Les fonds ont été alloués aux projets qui sont au profit de personnes dans le besoin afin d'améliorer leur niveau et qualité de vie.

- Un spectacle artistique ayant pour intitulé : 2 تونسي بحضرتي : Tout comme la première version  l’équipe Enactus Institut Supérieur d’Informatique  a organisé le vendredi 23/01/2015 au Colisée de Tunis cette manifestation musicale qui a pu offrir de nouveau un  voyage onirique aux cœurs des richesses ancestrales à tous les amateurs des chants soufis et d'El Hadhra.

- Première Conférence de sensibilisation sur les troubles d'apprentissage des enfants :En collaboration avec "جمعية أحباء المدرسة و المربي" et "جمعية النهوض بالصحة النفسية للأطفال و المراهقين" Enactus ISI a organisé une conférence de sensibilisation des parents le 31/01/2015 sur les troubles  d'apprentissage chez les enfants dans la mairie d'Ezzahra.

- Deuxième conférence de sensibilisation sur les troubles d'apprentissage des enfants : En collaboration avec "جمعية أحباء المدرسة و المربي" et "جمعية النهوض بالصحة النفسية للأطفال و المراهقين" et l'association "Dys" , Enactus ISI a organisé une conférence de sensibilisation, des Workshop et des ateliers des enseignants du 26/03/2015 au 28/03/2015 sur les troubles d'apprentissage chez les enfants à l’hôtel les orangers Hammamet.

- Journée portes  ouvertes sur les troubles d'apprentissage des enfants : En collaboration avec "AL Amine Dys Care Center  , Enactus ISI a organisé une journée portes ouvertes, des Workshop et des ateliers des enseignants et des parents  le 17 juillet 2015  sur les troubles d'apprentissage chez les enfants au centre Al Amine  Megrine.

### France
Enactus France est une association loi 1901 d’intérêt général,créée en France en 2002 et membre du réseau Enactus Worldwide (présent dans 36 pays).
Leur métier est d’accompagner les lycéens, les étudiants et les professionnels à développer leurs compétences pour innover et agir au service du plus grand nombre.

#### Les programmes d'Enactus France propose trois pôles d'activité
Enactus France propose trois pôles d'activité : 
- Enactus Étudiants : des parcours de 10 mois visant à faire expérimenter l’entrepreneuriat social aux étudiants, en les guidant de l’émergence de l’idée jusqu’au passage à l’action voire à la création de leur entreprise sociale.

- Enactus Lycéens : des parcours co-animés avec les enseignants au cours desquels les élèves sont amenés à faire émerger des projets collectifs d'entrepreneuriat social au moyen de rencontres d'entrepreneurs sociaux, de travaux de recherche en équipe et d'ateliers collectifs.
- Enactus Organisations : tout le savoir-faire en pédagogie et en intelligence collective d'Enactus France pour accompagner les organisations à engager et former leurs collaborateurs et bénéficiaires pour entreprendre et innover au service du plus grand nombre.